# 696 Leonora
696 Leonora este un asteroid din centura principală, descoperit pe 10 ianuarie 1910, de Joel Metcalf.